# Disputa religiosa degli Azuchi
La disputa religiosa degli Azuchi (安土宗論?, Azuchi shūron) fu un episodio religioso avvenuto nel 1579 in Giappone.

## Storia
Si trattava di una disputa fra i seguaci dei monaci buddisti Nichiren e Jōdo, che sfociò in alcune rivolte. Oda Nobunaga, che a quell'epoca governava gran parte del Giappone, noto per l'intolleranza verso la violenza e la competizione di potere tra gruppi religiosi, cercò di risolvere la questione attraverso una negoziazione. In seguito i responsabili delle rivolte vennero giustiziati, incluso Fuden Nichimon. I Nichiren si scusarono per i problemi da loro causati e promisero di essere più tolleranti in futuro.